# Helina lynchii
Helina lynchii är en tvåvingeart som först beskrevs av Wulp 1883.  Helina lynchii ingår i släktet Helina och familjen husflugor. Inga underarter finns listade i Catalogue of Life.